# Voices Deep Within
 (janvier 2025).
La mise en forme du texte ne suit pas les recommandations de Wikipédia : il faut le « wikifier ».
Les points d'amélioration suivants sont les cas les plus fréquents. Le détail des points à revoir est peut-être précisé sur la page de discussion.
- Les titres sont pré-formatés par le logiciel. Ils ne sont ni en capitales, ni en gras.
- Le texte ne doit pas être écrit en capitales (les noms de famille non plus), ni en gras, ni en italique, ni en « petit »…
- Le gras n'est utilisé que pour surligner le titre de l'article dans l'introduction, une seule fois.
- L'italique est rarement utilisé : mots en langue étrangère, titres d'œuvres, noms de bateaux, etc.
- Les citations ne sont pas en italique mais en corps de texte normal. Elles sont entourées par des guillemets français : « et ».
- Les listes à puces sont à éviter, des paragraphes rédigés étant largement préférés. Les tableaux sont à réserver à la présentation de données structurées (résultats, etc.).
- Les appels de note de bas de page (petits chiffres en exposant, introduits par l'outil «  Source ») sont à placer entre la fin de phrase et le point final[comme ça].
- Les liens internes (vers d'autres articles de Wikipédia) sont à choisir avec parcimonie. Créez des liens vers des articles approfondissant le sujet. Les termes génériques sans rapport avec le sujet sont à éviter, ainsi que les répétitions de liens vers un même terme.
- Les liens externes sont à placer uniquement dans une section « Liens externes », à la fin de l'article. Ces liens sont à choisir avec parcimonie suivant les règles définies. Si un lien sert de source à l'article, son insertion dans le texte est à faire par les notes de bas de page.
- La présentation des références doit suivre les conventions bibliographiques. Il est recommandé d'utiliser les modèles {{Ouvrage}}, {{Chapitre}}, {{Article}}, {{Lien web}} et/ou {{Bibliographie}}. Le mode d'édition visuel peut mettre en forme automatiquement les références.
- Insérer une infobox (cadre d'informations à droite) n'est pas obligatoire pour parachever la mise en page.

Pour une aide détaillée, merci de consulter Aide:Wikification.
Si vous pensez que ces points ont été résolus, vous pouvez retirer ce bandeau et améliorer la mise en forme d'un autre article.
Albums de Cedar Walton
Seasoned Wood (en)
(2008) Song of Delilah: The Music of Victor Young (en)
(2010)
Voices Deep Within est un album du pianiste Cedar Walton enregistré en 2009 et publié sur le label Highnote Records (en) .

## Réception
Allmusic a déclaré : « Walton always has something beautiful to play that sets him apart from the rest, and is as good as a ton of bullion in his golden, productive years » . All About Jazz a observé : « Since 2001, Cedar Walton's regular excursions into Rudy Van Gelder's legendary Englewood Cliffs studio for the HighNote label have consistently resulted in some of this century's finest mainstream jazz recordings. On Voices Deep Within he continues the tradition, once again demonstrating the vitality and endurance of (t)his music. » . 

## Liste des pistes
Toutes les compositions de Cedar Walton, sauf indication contraire
1. "Voices Deep Within" - 6:42
2. Memories of You (en) (Eubie Blake, Andy Razaf) - 6:07
3. "Another Star" (Stevie Wonder) - 8:22
4. "Dear Ruth" - 6:16
5. "Something in Common" - 6:32
6. "Over the Rainbow" (Harold Arlen, Yip Harburg) - 7:03
7. "Naïma" (John Coltrane) - 6:29
8. "No Moe" (Sonny Rollins) - 9:05

## Personnel
- Cedar Walton - piano
- Vincent Herring - saxophone ténor
- Buster Williams - basse
- Willie Jones III (en) – batterie

### Production
- Don Sickler - producteur
- Rudy Van Gelder - ingénieur